# زهينغ كيوي
زهينغ كيوي (بالصينية: 郑科伟) (21 يناير 1980 في الصين - ) هو لاعب كرة قدم صيني في مركز الوسط. لعب مع جيجيانغ غرينتاون وشانغهاي غرينلاند شينهوا وShanghai Shenxin F.C. ‏.

## وصلات خارجية
- زهينغ كيوي على موقع قاعدة بيانات كرة القدم.إي يو (الإنجليزية)